# Trio de cordas

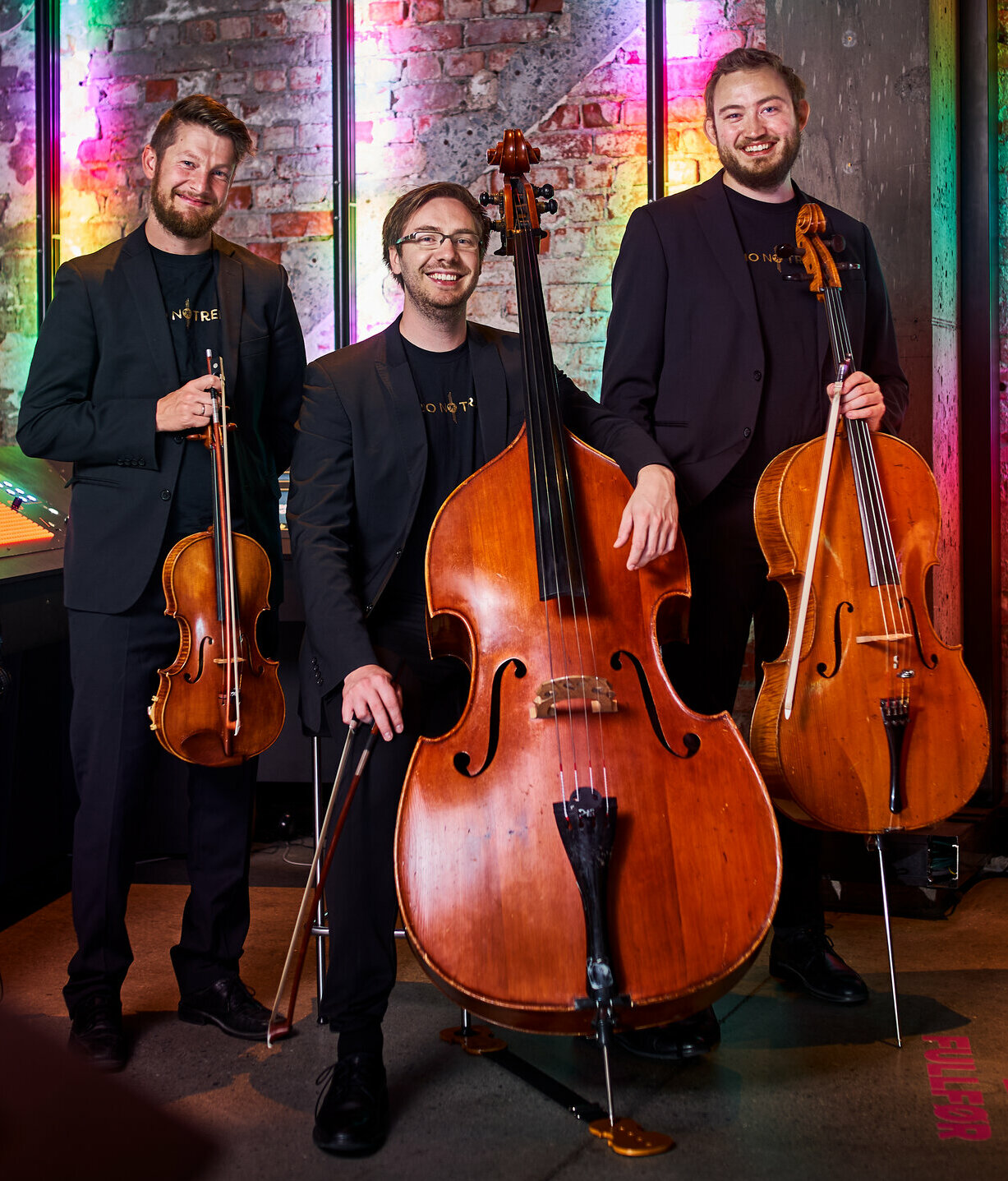
Um trio de cordas da Noruega.TrioNoTreble - 2021

Trio de cordas é um grupo de três instrumentos de corda ou qualquer peça escrita para tal grupo. A mais antiga forma de composição para cordas em trio consistia de dois violinos e um violoncelo, grupo que evoluiu a partir da sonata em trio barroca.
Desde o início do período clássico, a configuração mais comum para o trio de cordas na música clássica de câmara europeia consistiu de um violino, uma viola e um violoncelo. Uma das primeiras grandes obras-primas para o trio de cordas é o divertimento em mi menor, K. 563, de Wolfgang Amadeus Mozart. Nele, Mozart conseguiu juntar de maneira sublime o estilo concertante típico de compositores como Luigi Boccherini, Carl Ditters von Dittersdorf, Felice de Giardini e Alessandro Rolla, com o estilo de composição mais dinâmico e conversacional aperfeiçoado por Josef Haydn em seus quartetos de cordas. Ludwig van Beethoven compôs cinco trios de cordas; o primeiro deles, opus 3 em mi menor, é uma obra ambiciosa de seis movimentos, provavelmente inspirada pelo K. 563 de Mozart. O segundo, a Serenata em ré, Op. 8, mostra Beethoven experimentando com formas mais extremas e menos comuns do seu uso. Nos últimos três trios de Beethoven, opus 9 números 1, 2 e 3, o então jovem compositor utilizou-se com tamanha maestria do formato que estes são considerados, além de obras-primas, pontos altos da primeira fase de suas composições.
Escrever para um trio de violino, viola e violoncelo apresenta amplas possibilidades para o compositor hábil; a instrumentação, quando comparada ao quarteto de cordas, mais comum, oferece desafios aos compositores duma tradição musical tipificada pela composição de harmonias em quatro partes. Nos séculos XIX e XX inúmeros autores seguiram o exemplo de Mozart e Beethoven e compuseram para o gênero, como Franz Schubert, Heinrich von Herzogenberg, Richard Strauss, Sergei Taneyev, Ernst von Dohnányi, Max Reger, Eugène Ysaÿe, Alexis Roland-Manuel, Miklós Rózsa, Arnold Schoenberg, Anton Webern, Paul Hindemith, E. J. Moeran, Bohuslav Martinů, Darius Milhaud, Henry Cowell, Gideon Klein, Jean Francaix, Lennox Berkeley, William Schuman, Robert Simpson and Heitor Villa-Lobos. Recentemente, trios para cordas também foram compostos por Alfred Schnittke, Krzysztof Penderecki, Iannis Xenakis (Ikhoor), Krzysztof Meyer, Wolfgang Rihm, Brian Ferneyhough, Karlheinz Essl, Murray Adaskin, Robert Carl, Talivaldis Kenins, David Macbride, Thomas Schuttenhelm, and James Wintle.
Enquanto trios de cordas certamente são mais raros que os quartetos de corda, sempre existiram grupos dedicados à execução e gravação do repertório para o formato. O Pasquier Trio e o Trio Italiano d'Archi, surgidos na segunda metade do século XX, são renomados internacionalmente, e atualmente grupos como o Adaskin String Trio e o Leopold String Trio dão sequência à tradição.
Alguns exemplos de configurações atípicas para trios de cordas incluem o trio para dois violinos e contrabaixo de Mozart, e o trio para dois violinos e viola de Antonín Dvořák. Este tipo de trio é conhecido como terceto ou terzetto, e outros também compuseram para esta combinação de instrumentos, incluindo (dois de seu opus 61 e o opus 107) e Sergei Taneyev (op. 21.) O Masada String Trio, grupo que executa a música de John Zorn, apresenta um violino, um violoncelo e um contrabaixo.